# Helen's Babies (film 1924)
Helen's Babies, a volte noto col titolo italiano Frugolina, è un film muto del 1924 diretto da William A. Seiter, basato sul romanzo omonimo di John Habberton pubblicato nel 1876.

## Trama
Un giovane, che non ama i bambini e non ha nessuna intenzione di sposarsi, viene incaricato di occuparsi delle sue due giovanissime nipoti.
L'uomo è Harry Burton, reputato un'eminenza nel campo della pedagogia in quanto autore del best seller Come crescere i bambini. Sua sorella Helen, insieme al marito Tom Lawrence, sta seguendo alla lettera i dettami contenuti nel testo per provvedere alla corretta educazione delle due figliolette della coppia: Toddie, dell'età apparente di 5-6 anni, e Budge, di qualche centimetro più alta. Le nipotine, appunto, di Harry.
Senonché Harry, scapolo, non capisce nulla di bambini: il libro è semplicemente il fortunato risultato di una operazione di marketing voluta dall'editore.
Sono diversi anni che Harry non vede la sorella, e non ha mai conosciuto le sue figlie. Un giorno comunica per lettera a Helen che si recherà dalla famiglia di lei per un week-end rilassante. I coniugi Lawrence ne approfittano per prendersi qualche giorno di vacanza a due, certi di non poter lasciare a nessuno più titolato dello zio Harry l'incombenza di badare alle bambine, e dopo aver ricevuto il congiunto alla stazione, partono con lo stesso treno, mentre una vicina di casa dei Lawrence, Alice Mayton, una delle tante ammiratrici del pensiero educativo di Harry Burton, lo accompagna in auto alla residenza dei Lawrence.
Prima di giungervi però essi sono costretti a fermarsi perché vedono due bambine pericolosamente appese ai rami di un albero, tentando di recuperare una bambola, che, gettata in alto, aveva finito per rimanervi impigliata. Il salvataggio delle due spericolate incoscienti costa parecchia fatica ed infastidisce Harry, che finisce col cadere dall'albero insieme ad un ramo che si spezza sotto il suo peso. Recuperate le due bambine, Alice fa le presentazioni: le ragazzine sono le nipoti di Harry, e lui è il loro zio.
Giunti a casa, le bambine si mostrano vivaci ed affettuosissime verso lo zio appena conosciuto, ma in breve tempo riescono a provocare una notevole quantità di danni agli oggetti contenuti nella sua valigia, che lo "aiutano" a disfare, o ad altre cose in possesso di Harry, come il suo orologio, che viene diligentemente fatto a pezzi. Harry esce alla chetichella dalla casa nel tentativo di sottrarsi all'imperversare delle scatenate sorelline, ma al suo ritorno, a sera, deve prendere parte ai vari componenti dell'estenuante routine della buona notte – la preghiera, il bicchiere d'acqua, la storia - l'ultimo dei quali è uscire dalla stanza delle bambine augurando loro "Dio vi benedica!".
La mattina successiva vede altri exploit delle sorelle: esse raggiungono la camera di Harry, esausto, e lo svegliano alle 6 di mattina, passando pericolosamente per il tetto; e poco dopo Toddie rischia di uccidersi con il rasoio dello zio. Harry non ne può più e scrive una lettera alla sorella intimandole di tornare subito a casa. La lettera però viene strappata dallo stesso Harry quando, avendo ricevuto un invito a pranzo, insieme alle bambine, per la domenica successiva, da parte di Alice e sua madre, egli pensa bene – venendo meno al suo tradizionale atteggiamento non tanto misogino, quanto indifferente verso il sesso femminile - di trattenersi almeno fino a quel giorno.
Domenica. Dopo pranzo le bambine si allontanano, non viste, dalla casa di Alice: stanno seguendo un simpatico cane che vedono passare lì davanti, e che le porta ad allontanarsi notevolmente fino a raggiungere i suoi padroni, un gruppo di nomadi, probabilmente romaní che stavano transitando nelle vicinanze. Le bambine vengono ben accolte dalla carovana itinerante, poi si rimettono all'inseguimento del cane, che si è di nuovo allontanato. Harry ed Alice, avendo perso di vista le ragazzine, si allarmano, si mettono sulle loro tracce, si incontrano con i nomadi. Harry nota per terra una sciarpetta appartenente alle bambine, e si mette in testa incongruamente che le nipoti fossero state rapite. Ne scaturisce uno scontro.
Le bambine e il cane stanno tranquillamente giocando poco lontano. Ma sui binari della ferrovia. Un treno sta arrivando. Il macchinista riesce a frenare in tempo. I passeggeri, incuriositi, si riversano fuori dai vagoni per vedere quale fosse stata la causa della brusca frenata d'emergenza. Fra di essi Helen e Tom Lawrence, che stavano tornando prima del previsto per fare una sorpresa alle figlie e ad Harry. I coniugi, sbigottiti, incontrano le bambine.
Harry e Alice le avevano avvistate da lontano, ma quando giungono sul posto lungo la strada ferrata, il treno ha ripreso la sua marcia, e delle piccole non v'è traccia. Le credono travolte e morte. Tornano mesti dai Lawrence. Tom inizia a redarguire aspramente il cognato per aver omesso la sorveglianza sulle sue figlie, quando le due bambine, accompagnate dalla governante, si presentano nel salone. Harry, contento di vederle ancora in vita, scopre in sé stesso un'inclinazione verso i bambini che non avrebbe mai sospettato in precedenza, e corre ad abbracciare le nipoti, che ricambiano la manifestazione d'affetto. I Lawrence, a questo punto, si rendono conto del rapporto positivo che si è instaurato fra le loro figlie e lo zio.
Ad Harry viene concesso, quindi, accondiscendendo ad una sua espressa richiesta, di accompagnare le nipotine a letto. Tutti i rituali della buona notte vengono rispettati. Alice era rimasta in disparte, e segue Harry e le bambine verso la camera da letto. Toddie, al solito, è ostinata. Riapre la porta della stanza, e scorge lo zio Harry e Alice (la "zia Alice", come la chiamavano da tempo), in corridoio, che si stanno baciando. "Dio vi benedica entrambi!", dice loro.

## Produzione
Le riprese hanno avuto inizio nella settimana del 22 marzo 1924 presso i Principal Pictures Studios, e sono terminate circa due mesi dopo; la pellicola, al momento della sua uscita, constava di 6 rulli per una lunghezza totale di 5620 piedi (1713 metri).
La pellicola è stata restaurata a cura della Biblioteca del Congresso di Washington. Alcuni materiali cartacei originali relativi a Helen's Babies (fascicoli con didascalie, trama, e fogli di lavorazione) sono custodi nel fondo "Società Anonima Stefano Pittaluga" locati presso il Museo nazionale del cinema di Torino.

## Distribuzione
Distribuito dalla Principal Distributing, il film è uscito nelle sale cinematografiche statunitensi il 12 ottobre 1924.
In epoca recente, il film è stato programmato all'interno delle Giornate del cinema muto di Pordenone, organizzate dalla Cineteca del Friuli nel 2002, e alla 54ª edizione del Cinecon Classic Film Festival di Hollywood, nel 2018.
Helen's Babies ha visto varie edizioni in VHS prima di uscire in DVD a cura della Loving the Classics; il film è visionabile su YouTube.

## Accoglienza
Sullo Springfiel News-Leader dell'11 gennaio 1925 possiamo leggere: "se si effettuasse un sondaggio, l'unanime opinione del pubblico che ha assistito al film sarebbe che Helen's Babies è un meraviglioso adattamento per lo schermo di un libro che è considerato la più grande storia di vita familiare mai pubblicata. (…) È un grande film avente i bambini come argomento ed è un importante conseguimento cinematografico per il fatto che riesce ad intrattenere il pubblico di ogni tipo e di ogni fascia di età. Il grande successo di Helen's Babies sta nel fatto che è così aderente alla vita reale."
In tempi più recenti lo storico del cinema J. B. Kaufman ritiene che "lo spunto di base del film (…) avrebbe potuto facilmente ridursi a uno spiacevole scontro tra l’adulto infastidito ed i sadici diavoletti. Recitato però da Baby Peggy e da un già famoso Edward Everett Horton, il film è decisamente qualcosa di più. A cinque anni, Baby Peggy è all’altezza della sfida recitativa ed interpreta in modo convincente la parte di una bambina non cattiva e nemmeno particolarmente birichina, ma benintenzionata e intraprendente, ancorché incline a comprensibili errori di giudizio dovuti all’età. (…) Forse perché era una produzione indipendente, Helen’s Babies fu ignorato o liquidato sbrigativamente dai critici ed è poi sparito dalla circolazione."
In un'intervista rilasciata nel 2006 Diana Serra Cary ("Baby Peggy") afferma che Helen's Babies "fra i lungometraggi che ho girato, è stato per me il più semplice. La cosa principale era che non si trattava di un film pesante, bensì di una commedia. Per questo motivo mi sentivo più a casa in esso."